# 1884 no beisebol

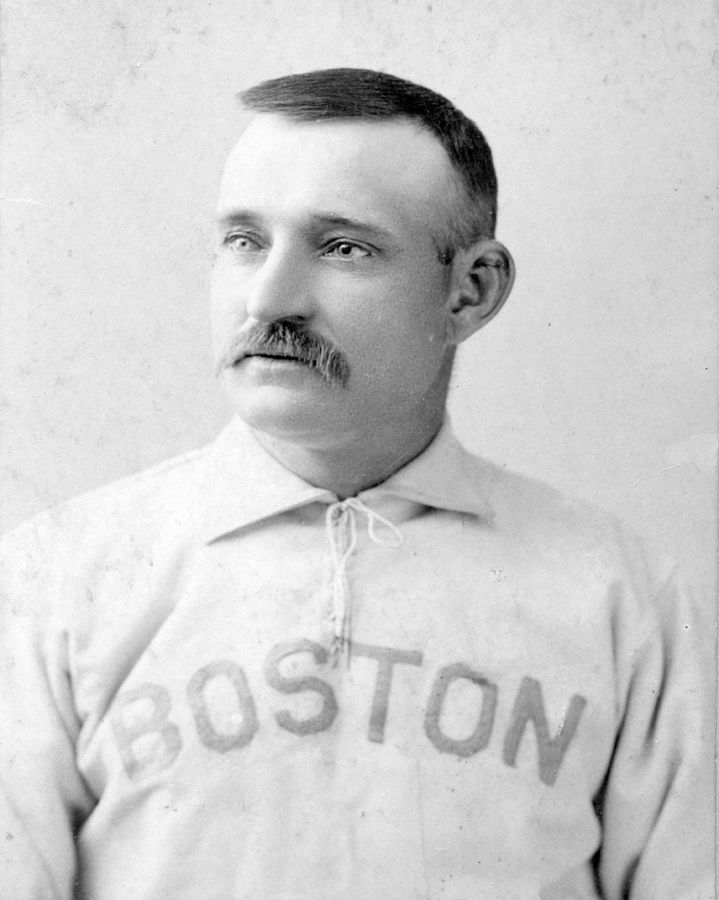
Charles Radbourn, foi o arremessador líder da Liga Americana em vitórias, ERA e strikeouts.

Esta é uma lista de eventos no mundo do beisebol durante o ano de 1884.

## Campeões
- Primeira final conhecida como World Series [notas 1]: Providence Grays bateu o New York Metropolitans (3–0)
- National League: Providence Grays
- American Association: New York Metropolitans
- Union Association: St. Louis Maroons

## Grandes ligas de beisebol - times e aproveitamento

### National League
| Time                    | Vitórias | Derrotas |
| ----------------------- | -------- | -------- |
| Providence Grays        | 84       | 28       |
| Boston Beaneaters       | 73       | 38       |
| Buffalo Bisons          | 64       | 47       |
| New York Gothams        | 62       | 50       |
| Chicago White Stockings | 62       | 50       |
| Philadelphia Quakers    | 39       | 73       |
| Cleveland Blues         | 35       | 77       |
| Detroit Wolverines      | 28       | 84       |

### American Association
| Time                     | Vitórias | Derrotas |
| ------------------------ | -------- | -------- |
| New York Metropolitans   | 75       | 32       |
| Columbus Buckeyes        | 69       | 39       |
| Louisville Eclipse       | 68       | 40       |
| St. Louis Browns         | 67       | 40       |
| Cincinnati Red Stockings | 68       | 41       |
| Baltimore Orioles        | 63       | 43       |
| Philadelphia Athletics   | 61       | 46       |
| Toledo Blue Stockings    | 46       | 68       |
| Brooklyn Atlantics       | 40       | 64       |
| Richmond Virginians      | 12       | 30       |
| Pittsburg Alleghenys     | 30       | 78       |
| Indianapolis Hoosiers    | 29       | 78       |
| Washington Nationals     | 12       | 51       |

### Union Association
| Time                              | Vitórias | Derrotas |
| --------------------------------- | -------- | -------- |
| St. Louis Maroons                 | 94       | 19       |
| Cincinnati Outlaw Reds            | 69       | 36       |
| Baltimore Monumentals             | 58       | 47       |
| Boston Reds                       | 58       | 51       |
| Milwaukee Brewers                 | 8        | 5        |
| St. Paul Saints                   | 2        | 6        |
| Chicago Browns/Pittsburgh Stogies | 41       | 50       |
| Altoona Mountain Citys            | 6        | 19       |
| Brooklyn Atlantics                | 40       | 64       |
| Wilmington Quicksteps             | 2        | 16       |
| Washington Nationals              | 47       | 65       |
| Philadelphia Keystones            | 21       | 46       |
| Kansas City Cowboys               | 16       | 63       |

## Líderes

### National League
| National League |                       |             |  |
| Tipo            | Nome                  | Estatística |  |
| AVG             | Mike "King" Kelly CHC | 35,4%       |  |
| HR              | Ned Williamson CHC    | 27          |  |
| RBI             | Cap Anson CHC         | 102         |  |
| Vitórias        | Charles Radbourn PRO  | 59          |  |
| ERA             | Charles Radbourn PRO  | 1.38        |  |
| Strikeouts      | Charles Radbourn PRO  | 441         |  |

### American Association
| American Association |                 |             |  |
| Tipo                 | Nome            | Estatística |  |
| AVG                  | Dave Orr NYP    | 35,4%       |  |
| HR                   | John Reilly CIN | 11          |  |
| RBI                  | Dave Orr NYP    | 112         |  |
| Vitórias             | Guy Hecker LOU  | 52          |  |
| ERA                  | Guy Hecker LOU  | 1.80        |  |
| Strikeouts           | Guy Hecker LOU  | 385         |  |

### Union Association
| Union Association |                    |             |  |
| Tipo              | Nome               | Estatística |  |
| AVG               | Fred Dunlap SLM    | 41,2%       |  |
| HR                | Fred Dunlap SLM    | 13          |  |
| RBI               | Não disponível     | ND          |  |
| Vitórias          | Bill Sweeney BLU   | 40          |  |
| ERA               | Jim McCormick COR  | 1.54        |  |
| Strikeouts        | Hugh Daily CPI/WHS | 483         |  |

## Líderes em todos os tempos em strikeouts
A temporada de 1884 foi memorável pois seis dos dez maiores totais em strikeouts em temporada única da Major League Baseball foram estabelecidos nesta temporada:
| Arremessador       | Strikeouts | Temporada | Time                                                   | Liga  | Posição geral |
| ------------------ | ---------- | --------- | ------------------------------------------------------ | ----- | ------------- |
| Hugh Daily         | 483        | 1884      | Chicago Browns/Pittsburgh Stogies/Washington Nationals | UA    | 3             |
| Dupee Shaw         | 451        | 1884      | Detroit Wolverines/Boston Reds                         | NL/UA | 4             |
| Old Hoss Radbourn  | 441        | 1884      | Providence Grays                                       | NL    | 5             |
| Charlie Buffington | 417        | 1884      | Boston Beaneaters                                      | NL    | 6             |
| Guy Hecker         | 385        | 1884      | Louisville Eclipse                                     | AA    | 7             |
| Bill Sweeney       | 374        | 1884      | Baltimore Monumentals                                  | UA    | 10            |

## Temporadas notáveis
Old Hoss Radbourn venceu um total recorde de 60 jogos (algumas fontes revisaram este total para 59), um  recorde que provavelmente nunca será ultrapassado. Além de vitórias, Radbourn liderou a National League em jogos (75), partidas iniciadas (73), jogos completos (73),  ERA (1.38),  salvamentos (2), strikeouts (441) e  entradas arremessadas (678.2).

## Eventos

### Janeiro–Março
- 18 de fevereiro – Terry Larkin, solto recentemente da prisão após atirar em sua esposa e um policial em 1883, é preso novamente por ameaçar atirar em seu pai. Larkin seria solto e jogaria esta temporada pelo Richmond Virginians. Larkin será posteriormente preso depois de desafiar seu antigo empregador para um duelo e comete suicídio cortando sua garganta com uma navalha em 1894.
- 20 de fevereiro – O Altoona Mountain City é admitido à nova Union Association como o sétimo clube da liga, deixando o Lancaster como a única franquia da Inter-State League.

## Nascimentos

### Janeiro–Abril
- 1º de janeiro – Tom Downey
- 4 de janeiro – Al Bridwell
- 26 de janeiro – Tubby Spencer
- 1º de fevereiro – Joe Connolly
- 1º de fevereiro – Rosey Rowswell
- 1º de fevereiro – Candy Jim Taylor
- 10 de fevereiro – Billy Evans
- 14 de fevereiro – Jack Lewis
- 25 de fevereiro – Bob Bescher
- 4 de março – Red Murray
- 7 de março – Sam Bennett
- 7 de março – Ed Willett
- 19 de março – Clyde Engle
- 21 de março – Mysterious Walker
- 31 de março – Frank Truesdale
- 6 de abril – Rudy Schwenck
- 7 de abril – Jake Daubert
- 20 de abril – Mike Mowrey
- 25 de abril – John Henry "Pop" Lloyd

### Maio–Agosto
- 5 de maio – Chief Bender
- 13 de maio – Bert Niehoff
- 16 de maio – Peter McLaughlin
- 20 de maio – Paul Howard
- 26 de maio – Jimmy Lavender
- 30 de maio – Rube Oldring
- 7 de junho – George Moriarty
- 12 de junho – Otto Knabe
- 16 de junho – Bob Peterson
- 19 de junho – Eddie Cicotte
- 23 de junho – Dick Egan
- 4 de julho – Jack Warhop
- 6 de agosto – Sherry Magee
- 6 de agosto – Joe Birmingham

### Setembro–Dezembro
- 7 de setembro – Earl Moseley *
- 22 de setembro – Grover Land
- 30 de setembro – Nap Rucker
- 18 de outubro – Burt Shotton
- 28 de outubro – Chet Chadbourne
- 3 de novembro – Charley Stis
- 15 de novembro – Red Kelly
- 24 de novembro – Tullie McAdoo
- 1º de dezembro – Charley Moore
- 4 de dezembro – Biff Schlitzer
- 5 de dezembro – Ed Summers
- 10 de dezembro – Art Griggs
- 15 de dezembro – Jim Nealon
- 31 de dezembro – Bobby Byrne

 * Algumas fontes mostram 1887

## Mortes
- 16 de março – Art Croft, 29, primeira base e campista esquerdo do St. Louis Brown Stockings de  1877 e do Indianapolis em  1878.
- 29 de abril – John Morrissey, 27, jogou em  1881 pelo Buffalo Bisons.
- 11 de julho – Bill Smiley, 28?, jogador que atuou principalmente em  1882.
- 26 de setembro – Jim Egan, 26?, arremessador do Troy Trojans em  1882.
- 13 de novembro – Bill Sullivan, 31, jogou 2 partidas pelo Chicago White Stockings em  1878.